# Loisy (Meurthe-et-Moselle)
Loisy település Franciaországban, Meurthe-et-Moselle megyében. Lakosainak száma 323 fő (2022. január 1.). Loisy Atton, Bezaumont, Blénod-lès-Pont-à-Mousson, Dieulouard és Sainte-Geneviève községekkel határos.

## Népesség
A település népességének változása:
| Lakosok száma | 305  | 328  | 367  | 330  | 329  | 334  | 325  | 324  | 325  | 323  |
|               | 1968 | 1982 | 1990 | 2006 | 2013 | 2015 | 2017 | 2019 | 2020 | 2022 |